# Ugine
Ugine település Franciaországban, Savoie megyében. Lakosainak száma 7162 fő (2022. január 1.). Ugine Cohennoz, Crest-Voland, Marthod, Queige, Saint-Nicolas-la-Chapelle, Villard-sur-Doron, Le Bouchet-Mont-Charvin, Manigod és Val de Chaise községekkel határos.

## Népesség
A település népessége az elmúlt években az alábbi módon változott:
| Lakosok száma | 7019 | 7042 | 7356 | 7039 | 7076 | 7096 | 7135 | 7148 | 7162 |
|               | 2013 | 2015 | 2016 | 2017 | 2018 | 2019 | 2020 | 2021 | 2022 |